# Чурго
Чурго (мађ. Csurgó) град је у југозападној Мађарској. Чурго је град у оквиру жупаније Шомођ.
Град има 5.228 становника према подацима из 2008. године.

## Географија
Град Чурго се налази у крајње југозападном делу Мађарске, близу границе са Хрватском - 7 км јужно до града. Од престонице Будимпеште град је удаљен око 240 километара југозападно.
Чурго се налази у средињшем делу Панонске низије, у мађарском делу Подравине. Драва је у овом делу граница према суседној Хрватској. Надморска висина места је око 150 m.